# Аеродром Рим-Фијумичино
Међународни аеродром „Леонардо да Винчи” Рим-Фијумичино (итал. Aeroporto Internazionale di Roma–Fiumicino "Leonardo da Vinci") је главни међународни аеродром Рима, смештен 35 километара западно од града. То је најпрометнија ваздушна лука у Италији, као и једна од најпрометнијих у Европи - године 2018. промет путника био је 43 милиона . Поред њега, Рим има и други међународни аеродром - Чампино.
Аеродром је седиште националне италијанске авио-компаније „ИТА ервејз”, а авио-база је и за шпанску ниско-тарифну авио-компанију „Вуелинг”. Аеродром је раније био познат као Фијумичино, по оближњем предграђу Рима, али сада носи име славног учењака и уметника Леонарда да Винчија.

## Приступ

### Leonardo Express
Железничку станицу на аеродрому опслужује воз Leonardo Express којим управља Trenitalia, а који је доступан на аеродромском терминалу. До станице Термини у центру Рима стиже се за 30 минута, а вожња без заустављања полази сваких 15 минута.

### FL линије
Аеродром Леонардо да Винчи је такође повезан са Римом линијом FL1, приградском линијом за брзи превоз. Полази на сваких 15 минута, заустављајући се на свим станицама. Линија FL1 не зауставља се на станици Термини, повезује аеродром са осталим главним станицама Рима где је могуће преседање на метро мрежу.

## Галерија
- Железничка станица Фијумичино
- Унутрашњост Терминала 1
- Контролни торањ